# Obléhání Orléans
Obléhání Orléansu (1428–1429) bylo zlomovým bodem ve stoleté válce mezi Francií a Anglií. Johanka z Arku zde poprvé vojensky zvítězila. Toto vítězství bylo prvním francouzským úspěchem po zdrcující porážce u Azincourtu v roce 1415. Počátky tohoto obléhání znamenaly vrchol anglické moci v pozdějších fázích války. Město Orléans mělo strategický a symbolický význam pro obě strany konfliktu. Konsenzem bylo, že když padne Orléans, tak francouzský regent, Jan Plantagenet, provede realizaci snu Jindřicha V. o dobytí celé Francie. Asi půl roku se zdálo, že Angličané zvítězí, ale obležení padlo hned devět dní po příjezdu Johanky z Arku.

## Historický kontext

Francie v době stoleté války v letech 1428–1429

K obléhání Orléans došlo během stoleté války mezi vládnoucími rodinami Francie a Anglie o nadvládu nad francouzským územím. Konflikt začal v roce 1337, kdy se anglický král Eduard III. rozhodl vznést nárok na francouzský trůn, na základě nároků na dědictví Viléma Dobyvatele a strategického sňatku. Po rozhodujícím vítězství u Azincourtu v roce 1415 získali Angličané převahu a zabrali velkou část severní Francie. Podle smlouvy z Troyes z roku 1420 se král Jindřich V. stal regentem Francie.

## Obléhání
Mezi červencem a říjnem se Thomas Montacut, hrabě ze Salisbury, přehnal přes krajinu jihozápadním směrem Paříž – Nogent-le-Roi – Rambouillet a oblastí kolem Chartres. Poté se Salisbury, místo aby pokračoval na jihozápad do Angers, prudce obrátil jihovýchodně směrem na Orléans. V říjnu byl vyslán John de La Pole, aby se zmocnil oblastí na řece východně od Orléans. Jargeau padl 5. října, Châteauneuf-sur-Loire ihned poté, Sully-sur-Loire dále proti proudu řeky se zmocnili Burgunďané. Orléans tak byla odříznuta a obklopena.

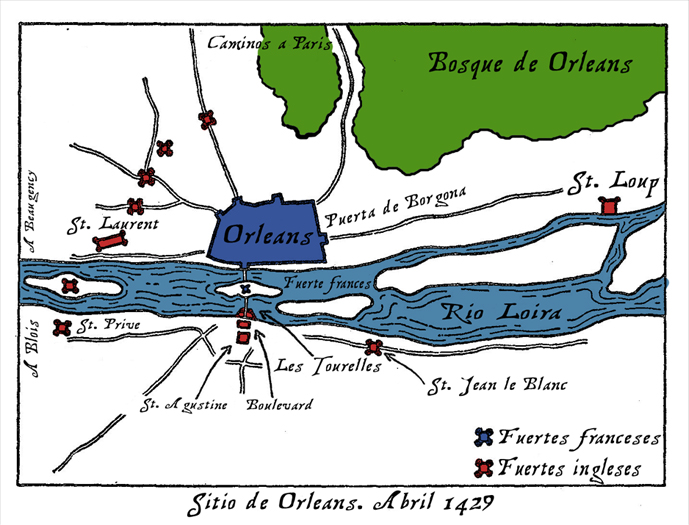
Plán bitvy

Francouzský velitel Jean de Dunois sledoval, jak Angličané stahují smyčku kolem města, a připravil město pro obléhání. Dunois správně předpokládal, že Angličané budou usilovat o získání zhruba 400 metrového mostu vedoucího z jižního břehu Loiry do centra Orléans na severním nábřeží. Most přecházel přes říční ostrov Sv. Antonína, který byl optimálním místem pro umístění obléhacích děl, které odtud dosáhly až do centra města. Ústí mostu na Orleánské straně byl chráněno branou Tourelles. Dunois rychle postavil velké opevnění na jižním břehu, který spojil s velkou částí svých vojsk, a vytvořil tak velký opevněný komplex na ochranu mostu. Jen kousek od opevnění byl augustiniánský klášter, který mohl být použit jako boční palebná pozice proti pokusům o přiblížení se k mostu.

### Útok na Tourelles

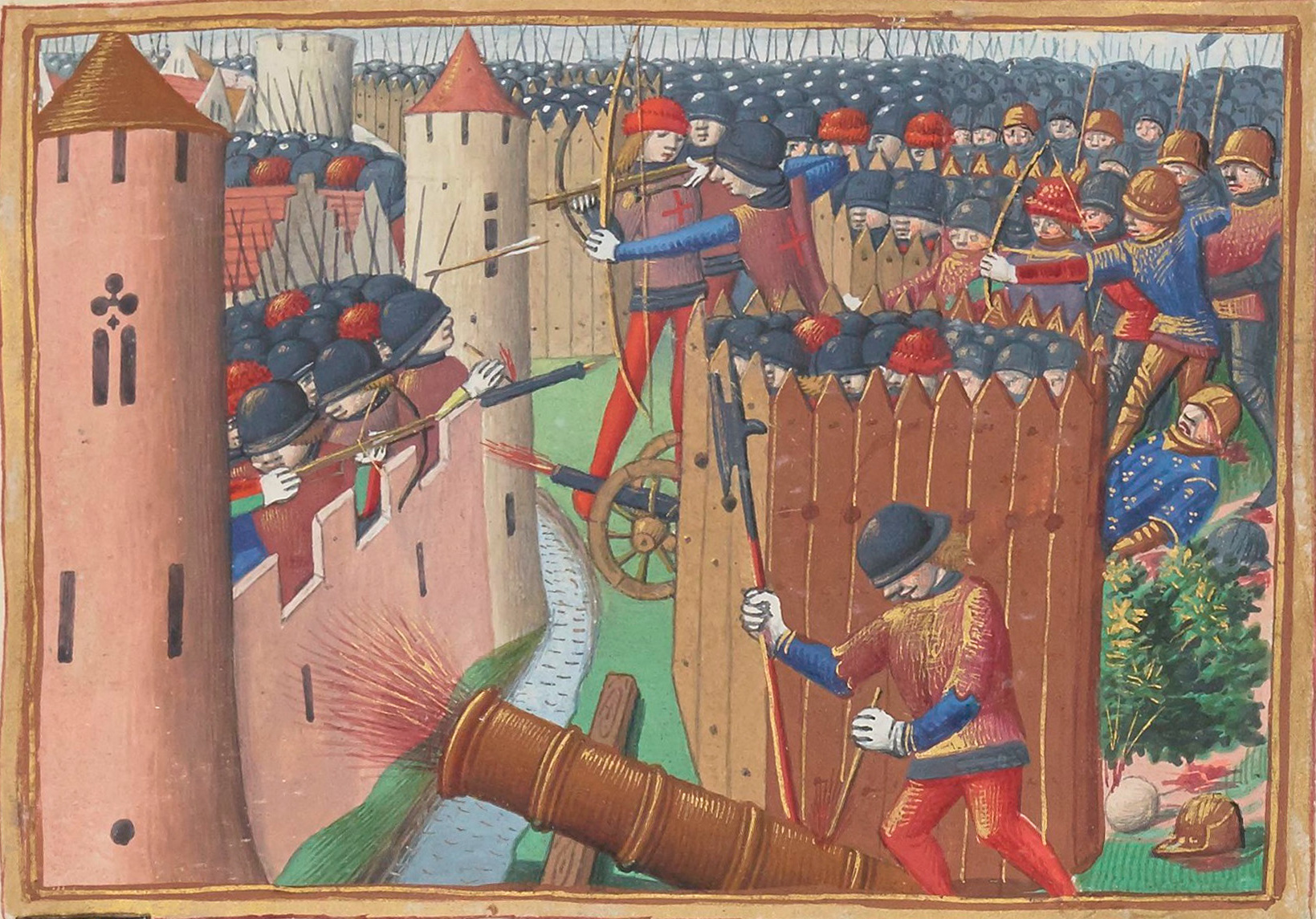
Obléhání Orléansu, iluminace z 15. století od anonymního umělce

Obléhání Orléansu formálně začalo 12. října 1428, a anglický útok začal dělostřeleckým ostřelováním 17. října. Angličané napadli Dunaisovo opevnění 21. října, ale byli odraženi. Poté se Angličané rozhodli opevnění poddolovat, ale Francouzi vyhloubili chodby dobyvatelům vstříc, zapálili výdřevy tunelů a ustoupili za bránu Tourelles. Při útoku 24. října padla i tato brána a zdálo se, že Orléans bude ztracena, ale včasný příchod francouzského maršála Jeana de Brosse s významnými francouzskými posilami zabránil Angličanům v opravě mostu a okamžitém obsazení města. Angličané utrpěli další ránu o dva dny později, kdy byl hrabě ze Salisbury zraněn v obličeji úlomky vymrštěnými po dopadu projektilu z děla. Bojové operace byly přerušeny a hrabě asi týden na to zemřel.

### Bitva o slanečky
V únoru 1429 se Francouzi pokusili zvrátit situaci u Orleans výpadem proti velkému anglickému zásobovacímu konvoji. Díky váhavosti a rozbrojům mezi francouzskými veliteli se jim však nepodařilo dosáhnout momentu překvapení a Angličané, kteří se včas uzavřeli ve vozové hradbě, početně výrazně silnější útočníky zmasakrovali. Protože se blížila postní doba a konvoj přivážel spoustu solených ryb (rybí maso je z povinného půstu od masa vyjmuto), byla pojmenována bitva o slanečky.

### Příjezd Johanky z Arku
Johanka z Arku opustila Blois 27. nebo 28. dubna s konvojem zásob, doprovázeným 400–500 vojáky. Johanka trvala na příchod k Orléans ze severu, kde byly soustředěny anglické síly, ale maršálové se bez jejího vědomí rozhodli o přístup obchvatem z jihu. Johanka chtěla okamžitě přejít k útoku na nejbližší opevněnou pozici Angličanů, ale velitel města Dunois, podporovaný maršály, prosadil, aby město bylo nejdříve zásobováno, než vojsko přejde k jakýmkoli protiútokům. Po příchodu do Orléans se Johanka snažila podporovat morálku. Pochodovala pravidelně po ulicích Orléans, distribuovala potraviny pro obyvatele a platy vojákům posádky.

### Francouzské protiútoky

#### Útok na Saint Loup
V poledne 4. května 1429, Dunois zahájil útok na východní anglické Bastille Saint Loup spolu s Montargis-Gienovými vojsky. V anglické posádce bylo pouze 400 mužů, kteří čelili převaze 1500 Francouzů. Po několika hodinách Saint Loup padl.

#### Útok na Augustines
5. května, v den Nanebevzetí chtěla Johanka udělat největší útok na Saint Loup, avšak francouzští kapitáni si byli vědomi, že vojáci potřebují den odpočinku. Přes noc válečná rada rozhodla, že nejlepším postupem bude zničit anglické hradby na jižním břehu, kde jsou nejslabší.
Operace začala v časných ranních hodinách 6. května. Francouzi překročili řeku Orléans na lodích a člunech a zakotvili na ostrově Saint Aignan. Plánovali přejet na jižním břehu přes provizorní pontonový most k Bastille Saint Jean-le-Blanc a odříznout je.
Málem vše dopadlo špatně, když Johanka zvolila přímý útok na Boulevart a Francouze zaskočil anglický oheň z Augustines. Francouzi z bojů prchli, ale ještě před setměním se opět vrhli do útoku, tentokrát na Bastile. Augustines nakonec skončil ve francouzských rukou.

### Konec obléhání
Dne 8. května se angličtí vojáci shromáždili pod vedením Williama de la Pola a Lorda Johna Talbota na bitevním poli v oblasti poblíž Saint Laurent. Francouzská armáda pod Dunaisovým vedením naproti nim stála asi hodinu, než se Angličané stáhli a odpochodovali z pole.